# Laman (Lerik)
Laman è un comune dell'Azerbaigian situato nel distretto di Lerik. Conta una popolazione di 470 abitanti.